# Cristiano viejo

Yo te untaré mis obras con tocino/

porque no me las muerdas, Gongorilla...

Érase un hombre a una nariz pegado,/érase una nariz superlativa,/érase una nariz sayón y escriba/...las doce Tribus de narices era./Érase un naricísimo infinito,/muchísimo nariz, nariz tan fiera/que en la cara de Anás fuera delito.

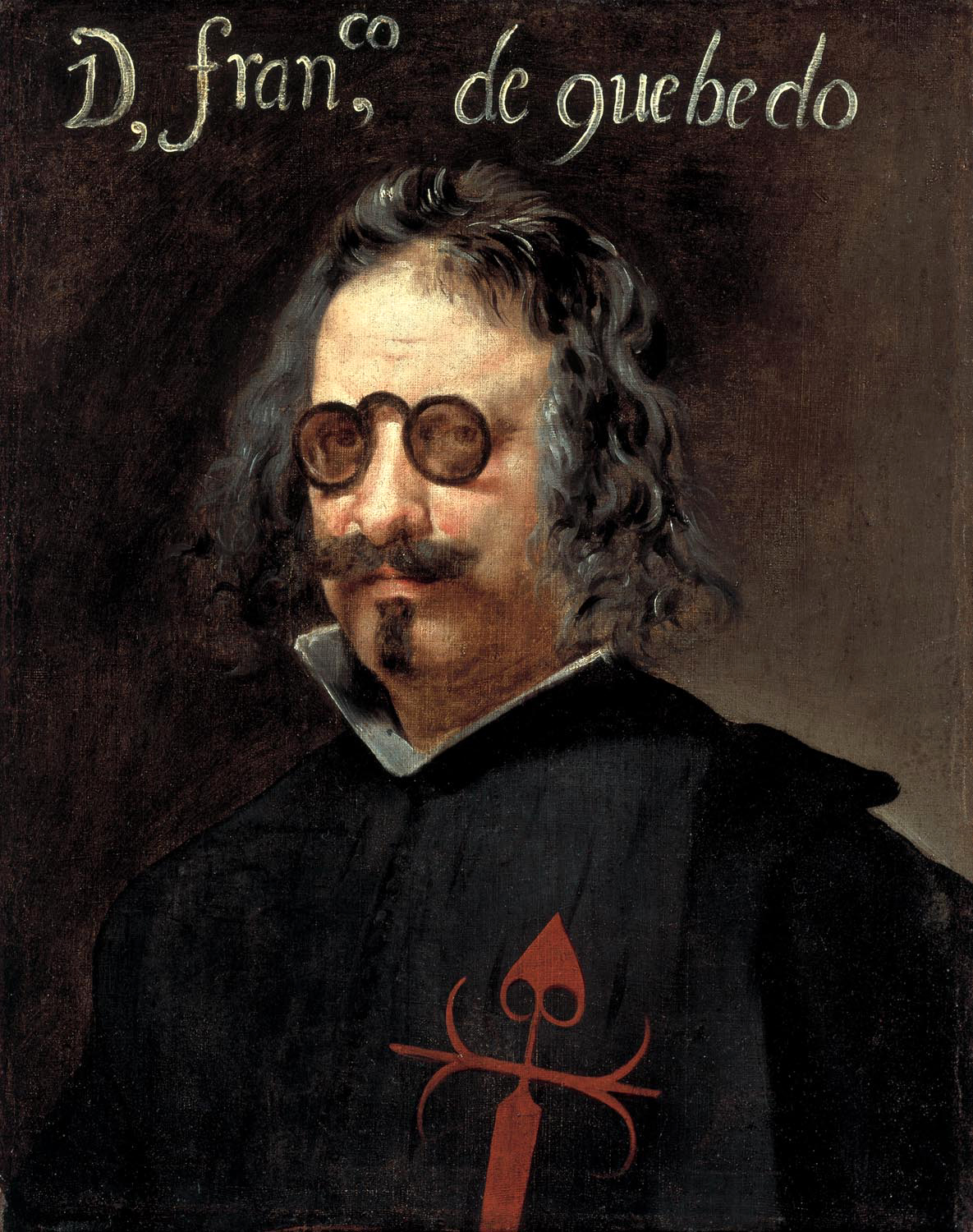
Francisco de Quevedo, un cristiano viejo, se burlaba de la poca limpieza de sangre de sus enemigos literarios, como Luis de Góngora.
Yo te untaré mis obras con tocino/
porque no me las muerdas, Gongorilla...
Elementos identificativos en esta imagen pueden considerarse que son el uso de las armas y la insignia de la Orden de Santiago, que en ambos casos también son indicativos de nobleza. Aunque imaginarios, hay elementos fisionómicos que se aducían para distinguirse de los cristianos nuevos, siendo ejemplo la abultada nariz que se suponía a los de sangre judía Érase un hombre a una nariz pegado,/érase una nariz superlativa,/érase una nariz sayón y escriba/...las doce Tribus de narices era./Érase un naricísimo infinito,/muchísimo nariz, nariz tan fiera/que en la cara de Anás fuera delito.

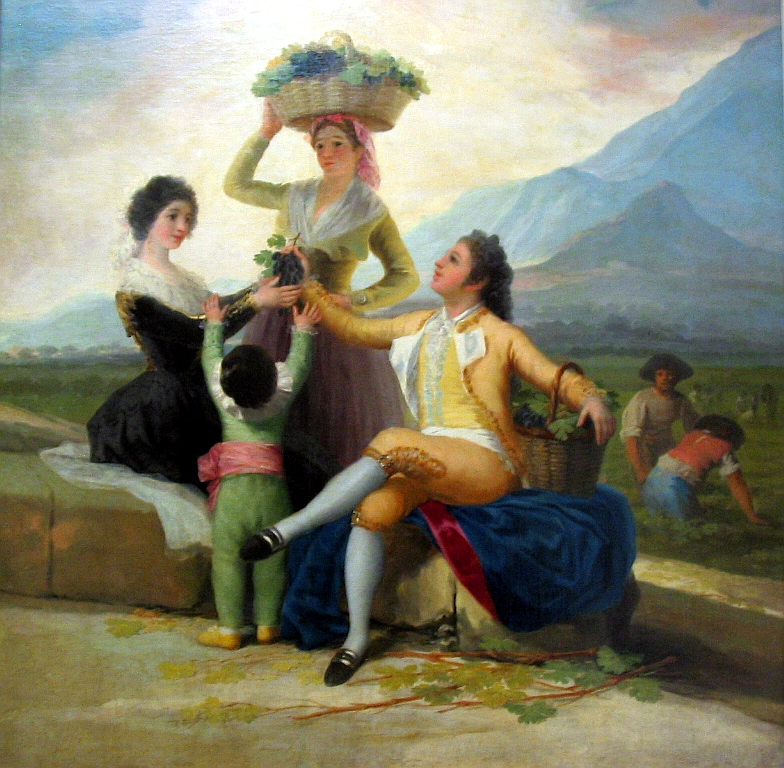
La vendimia, por Goya. Aunque en el las hogueras de la Inquisición ya humeaban lejos, el imaginario social pervivía, y el pintor ilustrado bien podría estar haciendo una referencia crítica: en esta escena, los campesinos, los que menos tienen que demostrar su limpieza de sangre (sobre todo tras la expulsión de los moriscos), aparecen trabajando en el viñedo al fondo, mientras el personaje de cómoda pose «disfrazado» de manolo puede ser perfectamente un aristócrata que sigue la moda castiza. La proximidad al pueblo es una característica de la clase dominante española, a diferencia de la francesa, lo que puede explicar de algún modo (además de lo sustancial, que es la diferencia relativa de desarrollo socioeconómico) lo diferente de la Revolución Liberal en ambos países. Por otro lado, el vino es una seña de identidad de lo cristiano frente a lo musulmán, como el cerdo lo es ante lo judío. Ambos productos forman parte esencial de la cultura gastronómica española (por otro lado llena de elementos de origen andalusí y sefardí).

Cristiano viejo, o cristiano puro, es un concepto ideológico que pretendía designar al segmento mayoritario de la población de España y Portugal durante todo el Antiguo Régimen (Baja Edad Media y Edad Moderna), en contraposición al de cristiano nuevo, al que se le suponía ascendencia de conversos de origen moro (o sea, musulmán) o judío. La definición del DRAE de "cristiano viejo" es descendiente de cristianos, sin mezcla conocida de moro, judío o gentil, lo que incluye, problemáticamente, el concepto de "gentil", que en este contexto parece significar "pagano", pero también significa "no judío". Aunque el ser cristiano viejo no confería ningún tipo de privilegio estamental, sí que era una condición social prestigiosa y además un orgullo, más por estar fuera del alcance de muchos ricos y por suponerse de la mayor parte de los pobres por nacimiento. La combinación de elementos etnicistas y religiosos sería lo más cercano a una conciencia nacional que podría encontrarse en la Monarquía Hispánica en esos siglos, anteriores al nacionalismo moderno.
En la definición del DRAE la palabra clave es "conocida", pues la percepción social ("fama"), y no la verdadera ascendencia, era lo que determinaba la posición social. La manifestación burocrática del concepto de cristiano viejo, más que entenderse como tener ascendencia cristiana «por los cuatro costados» desde tiempo inmemorial (fuera esto real o imaginario), en la práctica solía reducirse a remontarse a los padres y los cuatro abuelos, exigida (con el nombre de averiguación o información de limpieza de sangre) para el ingreso en muchas instituciones y profesiones con estatuto de limpieza de sangre (gobiernos municipales, colegios universitarios, gremios, órdenes religiosas y militares, etc.).
La burla de semejantes pretensiones es habitual en muchos autores clásicos, como el propio Cervantes en el Retablo de las maravillas, donde añade como requisito para poder ver el inexistente artefacto, que además de cristianos viejos, debían ser «nobles», entendiendo esto no como pertenecientes al estamento nobiliario, sino como de esclarecido nacimiento, o sea, de padre y madre conocido. La propia Inquisición, aunque exigía la limpieza de sangre para sus miembros inferiores (los familiares), no estaba libre de sospecha de estar compuesta por muchos cristianos nuevos que se protegían o compensaban su condición con el llamado «celo del converso».

## Origen histórico
Nace como consecuencia de la Reconquista, fundamentalmente a partir del momento en que los territorios ocupados por los reinos cristianos están densamente poblados (siglos XI, XII y XIII: primero los valles del Ebro y Tajo, y luego el del Guadalquivir y la zona de Levante). A partir de la crisis del siglo XIV, a pesar de que se frena la reconquista, las tensiones sociales se acentúan en perjuicio de la minoría judía: pogromos de 1391, que producen muchas conversiones forzadas y la aparición de una minoría judeoconversa (designados despectivamente como marranos), que a su vez fue objeto de persecución, sobre todo desde la revuelta de Pedro Sarmiento en Toledo (1449); sin olvidar a los mudéjares (nombre que se da a los musulmanes en los reinos cristianos), protagonistas de grandes revueltas ya en el siglo XIII.

## Utilización social
Frente a esos grupos de población, e incluso frente a los mozárabes (cristianos que se habían sometido al dominio musulmán en el siglo VIII), la población mayoritaria reivindica o imagina descender de los pobladores cristianos de los territorios del norte (franja cantábrica y pirenaica), libres de dominio musulmán y protagonistas de Reconquista y Repoblación, en ambos casos dotados de un elaborado componente ideológico justificativo, que justifica al mismo tiempo tanto el predominio cristiano sobre los otros segmentos poblacionales definidos tanto étnica como religiosamente, como el consenso social y la identificación de intereses entre la clase dominante (estamentos privilegiados de nobleza y clero) y la mayoría de la población (esencialmente el campesinado).
Más aún, pertenecer a una clase inferior no era demérito para la demostración de cristiano viejo, sino todo lo contrario, pues era lugar común acusar a cualquier persona enriquecida de serlo precisamente por los negocios y «granjerías» que en el imaginario social se asociaban a la minoría judía o conversa (el pecado de usura prohibía a cristianos, y también a musulmanes, el préstamo con interés, y el concepto de lucro se condenaba teológicamente).
La burguesía en general, y sobre todo comerciantes y banqueros, quedaba por tanto vista con suspicacia; pero también la alta nobleza, cuyos miembros raramente podían probar más allá de toda duda no tener algún punto oscuro en su árbol genealógico, extremo que siempre había algún interesado en denunciar (el más conocido, el Tizón de la nobleza, libelo que exponía cómo toda la aristocracia castellana tenía ascendencia judía).
También fue famoso el Libro verde de Aragón, igualmente del siglo XVI. Tampoco podía librarse de entronque judío la mismísima monarquía, desde la dinastía Trastamara. 
La Inquisición, que perseguía el criptojudaísmo, se vio nutrida de cristianos nuevos que querían hacer olvidar sus orígenes demostrando un rigor mayor que el de los cristianos viejos.
En Portugal, la distinción legal entre cristianos viejos y nuevos fue suprimida por el Marqués de Pombal en 1772.

## Paralelismos
El concepto de cristiano viejo es de alguna manera confluyente con otros más específicos, como es la hidalguía universal que se pretendía en algunos territorios, como Vizcaya y Guipúzcoa.